# Návrh č. 586
Návrh č. 586, předložený Patrickem Blochem, byl první návrh zákona o stejnopohlavním manželství, o němž hlasoval francouzský parlament. Jeho zpracování a předložení bylo reakcí na nález Ústavní rady Francouzské republiky, která potvrdila, že změna definice manželství v občanském zákoníku spadá plně do kompetence parlamentu. Socialistická strana se rozhodla tuto záležitost použít ve své následné politické kampani. Dne 14. června 2011 hlasovalo Národní shromáždění poměrem hlasů 293:222 proti přijetí návrhu.

## Hlasování
| Skupina | Politická orientace                  | Ano | Ne  | Zdržel se | Významné hlasy |
| ------- | ------------------------------------ | --- | --- | --------- | --- |
| UMP     | pravicová                            | 9   | 269 | 9         | Axel Poniatowski (Předseda Komise zahraničních věcí) : YES - Jean-Louis Borloo (radikální (centristický) kandidát na francouzského prezidenta) : ANO - Christian Jacob (Předseda prezidentské většiny UMP/NC) : NE |
| PS      | levicová                             | 192 | 0   | 2         | François Hollande (kandidát na francouzského prezidenta) : ANO |
| NC      | středopravicoví křesťanští demokraté | 1   | 20  | 0         | Jean-Christophe Lagarde (viceprezident Národního shromáždění) : ANO |
| GDR     | levicová                             | 20  | 0   | 2         | Noël Mamère (Begleský starosta, který oddal první homosexuální pár ve Francii. Manželství bylo později soudem oficiálně zrušeno.) : ANO                                                                            |
| NI      | jiná                                 | 0   | 4   | 3         | François Bayrou (bývalý kandidát na francouzského prezidenta ve volbách 2002 a 2007. Říkal, že je soce pro, ale vadí mu nazývání takových svazků manželstvím) : ZDRŽEL SE                                          |
| Celkem  | —                                    | 222 | 293 | 16        | — |